# Маршалл (Аляска)
Маршалл (англ. Marshall, центр. юпик Masserculleq) — город в зоне переписи населения Кусилвак, штат Аляска, США. Население по данным на 2007 год составляет 378 человек.

## География
Маршалл расположен на правом берегу реки Юкон. Площадь города составляет 12,2 км², из них 12,2 км² — суша и 0 км² — открытые водные пространства.

## История
Город был инкорпорирован 9 июня 1970 года.

## Население
По данным переписи 2000 года, население города составляло 349 человек. Расовый состав: коренные американцы — 95,99 %; белые — 2,01 % и представители двух и более рас — 2,01 %.
Из 91 домашних хозяйств в 59,3 % — воспитывали детей в возрасте до 18 лет, 48,4 % представляли собой совместно проживающие супружеские пары, в 22,0 % семей женщины проживали без мужей, 18,7 % не имели семьи. 15,4 % от общего числа домохозяйств на момент переписи жили самостоятельно, при этом 1,1 % составили одинокие пожилые люди в возрасте 65 лет и старше. В среднем домашнее хозяйство ведут 3,84 человек, а средний размер семьи — 4,23 человек.
Доля лиц в возрасте младше 18 лет — 45,3 %; лиц в возрасте от 18 до 24 лет — 9,7 %; от 25 до 44 лет — 23,5 %; от 45 до 64 лет — 17,5 % и лиц старше 65 лет — 4,0 %. Средний возраст населения — 22 года. На каждые 100 женщин приходится 100,6 мужчин; на каждые 100 женщин в возрасте старше 18 лет — 107,6 мужчин.
Средний доход на совместное хозяйство — $32 917; средний доход на семью — $37 750. Средний доход на душу населения — $9597. Около 20,8 % семей и 28,6 % населения живут за чертой бедности, включая 32,7 % лиц в возрасте младше 18 лет и 20,0 % лиц старше 65 лет.